# Agylla collitoides
Agylla collitoides är en fjärilsart som beskrevs av Butler 1885. Agylla collitoides ingår i släktet Agylla och familjen björnspinnare. Inga underarter finns listade i Catalogue of Life.